# Imaginarium: Songs from the Neverhood
Imaginarium: Songs from the Neverhood es el título de un CD recopilatorio de bandas sonoras lanzada en 2004 en Stunts Records. La colección de 2 discos incluye 77 canciones interprétadas por Terry Scott Taylor, el cantante de Daniel Amos para los videojuegos creados por Douglas TenNapel, The Neverhood, Skullmonkeys y Boombots. También se incluyen varias demos tempranas de canciones que después se grabaron para las bandas sonoras de videojuegos, así como algunas canciones que quedaron fuera. También se incluye el tema musical para el piloto de dibujos animados, GeekDad.

## Lista de pistas
Todas las canciones compuestas por Terry Scott Taylor.

### Disco uno
1. "Klaymen Shuffle" – 1:45
2. "Olley Oxen Free" – 1:20
3. "Everybody Way Oh!" – 1:37
4. "Rock and Roll Dixie" – 1:12
5. "Cough Drops" – 1:45
6. "Skat Radio" – 2:03
7. "Lowdee Huh" – 1:27
8. "Klaymen's Theme" – 2:42
9. "Operator Plays a Little Ping Pong" – 1:11
10. "Jose Feliciano" – 1:53
11. "Homina Homina" – 1:31
12. "Potatoes, Tomatoes, Gravy, and Peas" – 1:19
13. "Triangle Square" – 1:08
14. "Dum Da Dum Doi Doi" – 1:54
15. "Southern Front Porch Whistler" – 1:23
16. "Confused and Upset" – 0:57
17. "The Neverhood Theme" – 3:23
18. "The Weasel Chase" – 1:33
19. "Pulling of the Pin" – 2:56
20. "The Battle of Robot Bil" – 2:46
21. "Klogg's Castle" – 2:36
22. "Time to Goof Off" – 2:37
23. "Klaymen Takes the "A" Train" – 1:00
24. "Low Down Doe" – 0:50
25. "Gargling Drummer" – 0:38
26. "Resolution #8" – 1:03
27. "An Elf Sings His ABC's" – 0:28
28. "Thumb Nail Sketch" – 1:11
29. "I'm Thirsty, I Need Wahwah" – 0:44
30. "Sound Effects Record #32" – 1:41
31. "The Laughing, Crying, Screaming Masses" – 0:55
32. "Sound Effects Record #33" – 1:43
33. "B3, B.C." – 0:28
34. "Coffee and Other Just Desserts" – 1:11
35. "Spring Has Sprung" – 0:57
36. "Chiming In" – 0:46
37. "Scary Robot Man" – 0:43
38. "Playing Pool in Outer Space" – 1:41
39. "Down in the Mines" – 0:27
40. "Olley Oxen Free" (Demo Bonus Track) – 1:11
41. "Rock and Roll Dixie" (Demo Bonus Track) – 1:03
42. "Jose Feliciano" (Demo Bonus Track) – 1:30
43. "Klaymen's Theme" (Demo Bonus Track) – 2:17

### Disco dos
1. "Skullmonkeys (The Theme)" – 1:54
2. "Incident at Skullmonkey Gate" – 2:01
3. "She Reminded Me with Science" – 2:05
4. "Monkey Shrines" – 2:11
5. "Hard Boiler Eggs" – 2:03
6. "Sno, Yell Oh!" – 2:12
7. "Monkey Brand Hot Dogs" – 2:08
8. "Elevated Structure of Terror" – 2:02
9. "Death Garden Jive" – 2:08
10. "Pineapple Mine Fields" – 2:07
11. "Life Among the Weeds" – 1:41
12. "The Secret Egg" – 2:03
13. "Monk Rushmore (Presidential Funky Monkey)" – 1:41
14. "Sour Head Hauksa Loukee" – 2:03
15. "Beep Bop Bo Shards" – 2:01
16. "Castle de Los Muertos (The Plate Ees Hot!)" – 2:01
17. "The Incredible Drivy Run" – 1:54
18. "The Worm Graveyard" – 2:00
19. "The Evil of Engine Number Nine" – 2:08
20. "Eeeeeeeeeeeeee!!!" – 2:04
21. "Sub Standard Pirate" – 2:09
22. "Psychedelic Boogie Child" – 1:56
23. "The Lil' Bonus Room" – 2:16
24. "Musical Fruit" – 0:52
25. "BoomBots Bonus Song" – 2:26
26. "Klogg Is Dead!" – 0:51
27. "Funkybots (The Boombot Theme)" – 2:13
28. "Boombombs Away!" – 1:58
29. "Sister Soulboom" – 2:00
30. "The Last Thing We Never Said" – 2:04
31. "My Stupid Lullaby" (Geekdad Theme; Bonus Track) – 0:58
32. "Untitled Lost Demo #1" (Bonus Track) – 1:44
33. "Untitled Lost Demo #2" (Bonus Track) – 3:02
34. "Eee-I-Ohh" (Demo Bonus Track) – 2:44

- Datos: Q11682978